# Aleksander Kowalski
Aleksander Kowalski, né le 7 octobre 1902 à Varsovie et mort le 3 avril 1940 à Katyne, est un joueur polonais de hockey sur glace.  

## Biographie

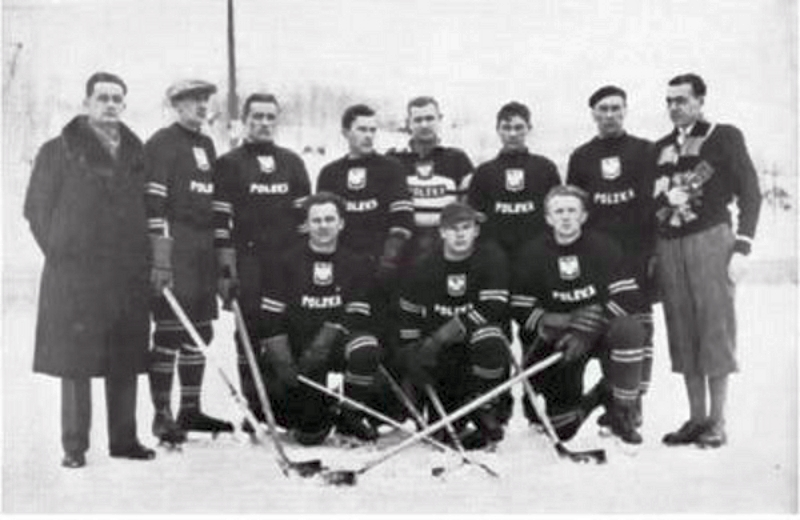
Équipe polonaise aux JO de 1932.

En club, il remporte avec l' AZS VArsovie, le Championnat de Pologne de hockey sur glace en 1927, 1928, 1929, 1930, et 1931. 
Il participe aux épreuves de Hockey sur glace aux Jeux olympiques de 1928 et de 1932.
Lieutenant de l'Armée polonaise, il est fait prisonnier par les Soviétiques le 25 septembre 1939, et assassiné lors du massacre de Katyń en 1940.